# ロケットの夏
『ロケットの夏』（ろけっとのなつ）は、2002年10月11日にTerraLunarから発売された18禁アドベンチャーゲームである。また、2005年9月22日に、本編をフルボイス化し、番外編などを同梱した『月面基地前プレミアムBOX Vol.1 ロケットの夏編』が月面基地前から発売された。

## 概要
TerraLunarブランドの第二弾。
処女作の『しすたぁエンジェル』と同じく、エンターブレインのマジキュー・プレミアム誌に短編漫画が掲載された。
有人ロケットの製作と打ち上げを柱に、人種間差別や親子の確執、世代間を超えての友情などの青春群像劇を描いたジュブナイルゲーム。
2005年に独立した月面基地前ブランドの第一作目として、本タイトルのリメイク作が発売された。リメイク作の内容は以下の通り。
- ロケットの夏をフルボイス化&リニューアルした「ロケットの夏 〜Full Voice Version〜」
- 番外編「ロケットの夏 宇宙島へ行く少年」
- 『らくえん〜あいかわらずなぼく。の場合〜』におまけとして収録されていた「ぼくのたいせつなもの」をフルボイス化&リペイントした「ぼくのたいせつなもの 〜Full Voice Version〜」
- 上記3つのゲームのBGMをまとめたコンプリートサウンドトラック（以前発売されたサウンドトラックとは別物）

## ストーリー
かつての大戦真っ只中の1943年、異星連合体からの電波を用いたコンタクトを受け、地球に住む人々は異星人の存在を知る。翌年に戦争は終結し、異星人との交流が始まり地球は銀河連盟の一員になった。毎日のようにロケットが大空を舞っていた。
しかし、その交流も突然の鎖国政策『シャットダウン』によって終わりを告げる。
幼い頃は自作ロケットを作ることに熱中していた主人公の高志。まわりからも天才少年ともてはやされていた。しかし、自分を過信しすぎていたのか、打ち上げ実験で大事故を起こしてしまう。それと時を同じくして宇宙との交流が断絶され、宇宙への情熱を失ってしまう。それ以来ロケット作りからは遠ざかり、ただ惰性で生きていた。
そんなある日、自作有人ロケット大会『50マイルズオーヴァー』出場を目指す千星と知り合い、嫌々ながらも手助けをすることに。幼なじみの歩や担任ロボット教師のはるひの理解もあってか、徐々に高志はかつての情熱を取り戻していく。
高志は、「千星」、「歩」、偶然知り合ったサヴォア星の姫君「セレン」、その従者の「ベルチア」、「はるひ」らと共にロケット部を立ち上げ、『50マイルズオーヴァー』優勝を目指し有人ロケットの製作を始めるのだった。

## 登場人物
音声があるのはプレミアムBOX版のみ

### ロケットの夏
真幌 高志（まほろ たかし）
声：氷川涼人
本作の主人公。小さい頃に、打ち上げ実験で事故を起こし歩に傷を負わせてしまったこと、『シャットダウン』によって民間レベルでは宇宙へ上がれなくなったこと、などから宇宙に対する情熱を失っている。しかし、それでもロケットに関する知識は高く、千星の作ったモデルロケットの欠点を一目で見抜くほど。
香奈城 歩（かなしろ あゆむ）
声：MOMO
地球人の父とダルメイア星人の母のハーフ。父はすでに亡く、母も鎖国政策によってダルメイア星に送還されている。そのため父方の祖父の家で暮らしている。耳が少し尖っており、そのことが原因で小さな頃からいじめられコンプレックスになっている。高志のことを「おにいちゃん」と慕っている。
夏海 千星（なつみ ちせ）
声：上条茗
星ノ宮学園に転校してきた女の子。ロケット乗りに憧れているが、そのことが原因で母親との仲がギクシャクしている。非常に明るく前向きで、バイタリティあふれる行動によってロケット部を引っぱっていく。
セレン・アンジェニュー
声：桜川未央
サヴォア帝国連邦の第三王位継承者。国王が倒れ国内が後継争いで騒がしくなってきたため、身辺に危険が及ぶのを恐れて地球に逃げてきた。非常にわがままで高圧的な女の子。
ベルチア・ヘリアー
声：風音
サヴォア王家近衛兵団所属でセレンの護衛兼メイド。小さな頃から剣一筋に生きてきたため生真面目で不器用、その上世間知らず。剣の腕はかなりのものだが、何故か標的にかすりもしないため「当たらずのベルチア」と揶揄されている。そのことを本人はかなり気にしており、時間があれば常に剣術の鍛錬にいそしんでいる。
はるひ
声：KOHIRO
星ノ宮学園に勤めるアンドロイド教師。以前は世界中に同じようなアンドロイド教師が多数いたのだが、異星の技術で製作されていたため満足な保守点検ができず、現在稼動中なのは唯一彼女だけになっている。法律によって行動範囲が学校の敷地内のみに制限されている。ロケット部立ち上げの際に顧問になる。
チャック
声：一ノ橋快音
星ノ宮学園ロケット部OB。自称アメリカンなロケッティア。"野村"という本名で呼ばれるのを非常に嫌がり、「チャック」と呼ばせている。宇宙港の側にジャンクヤードを広げ、中古ロケットのパーツを買い集めている。かつて世話になったはるひに想いを寄せていて、いまだに頭が上がらず恐縮しきり。在学中に有人ロケットを製作するものの、『シャットダウン』により打ち上げることができなかった。
ヴァスカー・ヴォーグトレンデル
声：荒木幸男
サヴォア星の宰相でベルチアの叔父。ベルチアに剣技を教えた人物。サヴォア星でもトップレベルの腕前。
メイヤー・ドミプラン
声：依田行生
サヴォア星秘密警察の一員。セレンの身辺警護の為に地球までやってくる。
香奈城 靖男（かなしろ やすお）
声：荒木幸男
歩の父方の祖父。
香奈城 和枝（かなしろ かずえ）
声：光明寺敬子
歩の父方の祖母。
西沢秀一（にしざわ しゅういち）
声：藤井啓輔
宇宙軍第633実験評価部隊所属の少佐。千星の父。飛行実験中に事故で亡くなる。地球人で最後の宇宙へ上がったロケッティアとして名を残す。
舞原 唯（まいはら ゆい）
声：愛原瑞生
千星が以前通っていた光陵学園の二年生で、モデルロケット部の部長。千星を連れ戻そうとする。
瀬川 優子（せがわ ゆうこ）
声：甲賀忍
フリーのルポライター。鎖国政策について調べている。

### ロケットの夏 宇宙島へ行く少年
以下のキャラが新規に登場する。
シロナ・シュタック
声：YUKI
惑星ロウディンから打ち上げられた観測ロケットの乗組員の一人。高志と無線で交信している。近々地球に接近するので、高志に会えるのを楽しみにしている。
ロス・エクスレプス
声：滝沢アツヤ
宇宙島の大使館に勤めているダルメイア大使。レセプションの最中に銃撃され死亡する。

## 世界観

### 年表
- 1927年
  - ドイツ宇宙旅行協会(Verein für Raumfahrt)結成
- 1939年
  - 第二次世界大戦勃発
- 1943年
  - 異星連合体とのファーストコンタクト
  - 連合国側・枢軸国側双方の代表と、異星連合体使節団との異星間会談を初開催
- 1944年
  - 第二次世界大戦終戦
- 1945年
  - サンフランシスコ会議で地球代表政府発足、地球憲章を発表
- 1947年
  - 異星連合体からの技術提供を統括管理する科学技術省設立
- 1948年
  - ドイツが人工衛星の打ち上げに人類初の成功
  - 植民地の段階的解放政策を指示
- 1949年
  - 異星連合体への正式加入を地球代表政府が認可
- 1954年
  - ブリストン会議で武装核の開発禁止を決定
  - ドイツ、A9bロケットでの有人宇宙飛行に初成功
- 1956年
  - 異星からの入植が始まる
- 1958年
  - ソビエト連邦、独自開発のロケット「コロリョフ1号」による月面着陸に成功
- 1960年
  - 地球圏の防衛を目的とした宇宙軍を設立
- 1970年
  - アメリカ・ドイツ・ソビエト連邦が火星探査船「ジョンカーター」を共同開発、火星への着陸に成功
  - 地球主義が表面化
- 1974年
  - 宇宙ステーションの建造開始
- 1979年
  - 地球代表政府主導での地球製恒星間ロケットの建造計画発表
- 1981年
  - 恒星間旅行民間航路が異星連合体航宙会社によって確立
  - 月面基地の建造開始
- 1982年
  - 建造途中の第4宇宙ステーションが地球主義者によるテロ行為によって破壊される
- 1985年
  - 地球独自開発の恒星間ロケット「ダイダロス」完成、実験航海へ就航
- 1991年
  - シャットダウン
- 1993年
  - 地球上から全異星人の強制退去完了

### 基本用語
50マイルズオーヴァー（フィフティマイルズオーヴァー、FMO）
教育関係者だけが参加を許された有人ロケット競技大会。宇宙との交流が政府によって禁止されて以降の、合法的に宇宙へ上がれる唯一の手段。科学省が、年に一度だけ研究者や学生を対象に打ち上げを許可したのが始まり。当初は研究考察が重視されていたのだが、段々と到達高度を競い合うことが主流になりつつある。毎年8月に開催されている。
ロケッティア
宇宙やロケット等に対し、並々ならぬ情熱を傾ける人の通称。ロケットマニア。かつては各教育機関でロケットに関する授業もあり部活動も盛んだったのだが、シャットダウン以降は縮小の一途をたどった。また、個人でのロケットの打ち上げも禁止されたために製作意欲を失う者も多かった。その為、ロケッティアは懐かしさと共に希望を持って新人を歓迎している。
シャットダウン
十数年前に地球代表政府が決定した対異星鎖国（孤立）政策。異星との民間レベルでの交流を禁止し、地球で暮らしていた異星人を全員強制送還した。
失業率の急増やテロ活動の頻発、地球主義者による抗議運動の活発化によって社会不安が増大する危険性がある為、というのが政府が表明した理由。『シャットダウン』というのは公的な政策名ではなく、ロケッティアや一部一般人の使っていた通称が定着したもの。
地球主義
実際に存在する地球主義とは違い、宇宙への進出は地球人の手によって行われるべきであり、異星からの技術提供によって成すべきではない、という主張を元に起こった反宇宙主義。地球主義者にとって、異星からの干渉は地球人類の向上心を阻害するものでしかなく、地球人が自立する機会を失いかねないとの危惧をしている。
星殺し
人類に感染する潜伏型ウイルス。感染してもすぐには発症せず、10〜20年ほど潜伏しながら感染者を広げるのが特徴。致死率が高い上に、その星々で突然変異を繰り返すためワクチンの開発が非常に難しく、ひとたび発生するとそれを防ぐ手立てが無い。
既に複数の惑星がこのウイルスによって滅亡している為、『星殺し』と呼ばれている。地球以外の星では忌諱の存在として広く知れ渡っており、その名を口にすることはタブーとされている。どこかの惑星の風土病が元ではないか、とは噂されているもののいまだに有効な治療法は見つかっていない。
サヴォア帝国連邦
銀河の中心近くに存在する星間国家。戦闘国家としても名高い。科学技術がかなり発展し核兵器などの破壊力が強大になりすぎたため、兵器の使用を自ら封じ剣技などの武術での一騎討ちで勝敗を決めている。
現国王はセレンの父でもあるダゲレオ・アンジェニュー。

## スタッフ
- ディレクター：foca
- シナリオ：foca、木村暢（スタジオオルフェ）、枯野瑛（Aチーム）、G・ハギス
- キャラクター原案：りつべ
- キャラクターデザイン・原画：キミヲ
- 演出：foca、DAI
- ムービー：連悠太（旧版のみ）
- プロデューサー：杉本晃志郎（プレミアムBOX版のみ）
  - エンディング『Hello Summer,Goodbye』
    - 作詞：foca
    - 作曲・編曲：有田宏 as Rock'n' Banana Artists
    - 歌：月本美香

  - 主題歌『Rocket Summer』
    - 作詞：foca
    - 作曲：Tomoya
    - 歌：Kikuyo
      - ゲーム本編では使用されず、プレミアムBOX版の宣伝用デモムービーにのみ使用されている。

## 関連商品
- ロケットの夏 ビジュアルファンブック
  - 2003年3月7日発売、エンターブレイン刊、ISBN 4-7577-1402-5
- ロケットの夏 オリジナルサウンドトラック
  - 2003年6月9日発売、MBCD-0002
- Polyphonic Branch ボーカルコレクション
  - 2005年8月12日発売
    - 主題歌の『Rocket Summer』はこのCDにしか収録されていない。